# 翁戈伊區
13°24′14″S 73°40′12″W / 13.40389°S 73.67000°W
翁戈伊區（西班牙語：Distrito de Ongoy），是秘魯的一個區，位於該國南部阿普里馬克大區的欽切羅斯省，面積237.6平方公里，海拔高度2,768米，2005年人口8,518，人口密度每平方公里36人。